# Capitano di castello

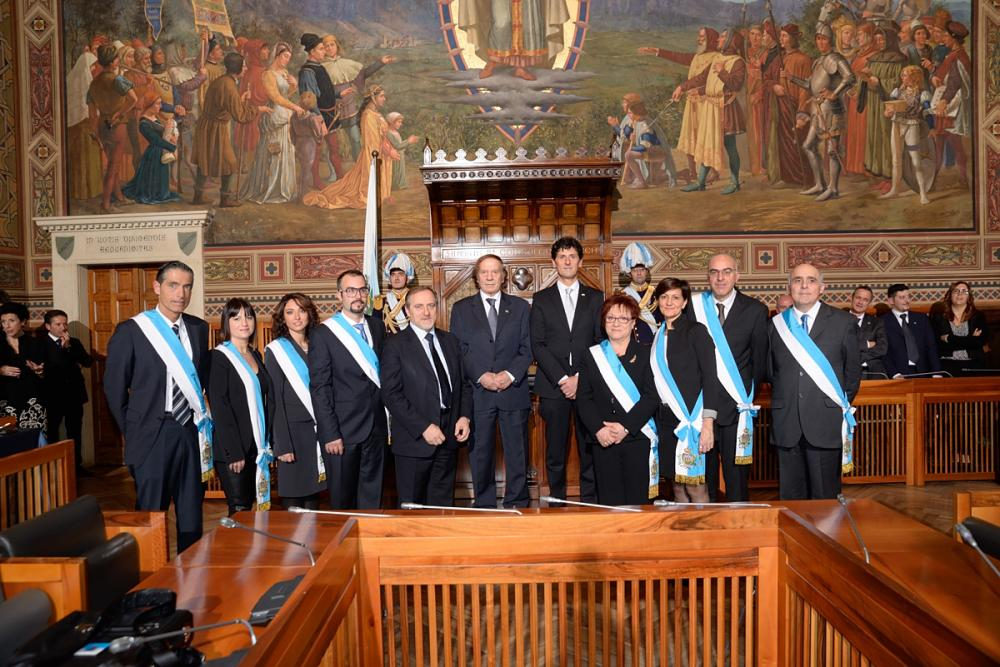
I Capitani di Castello durante il giuramento al Palazzo Pubblico nel 2014.

Nella Repubblica di San Marino, il capitano di castello è un funzionario con le mansioni tipiche del sindaco, a capo di un castello. Per essere eletto dai residenti deve formare una lista (legge 24 febbraio 1994) e non può essere membro allo stesso tempo del Consiglio Grande e Generale. Il suo mandato dura cinque anni.

## Funzioni
Il capitano di castello ha la funzione di rappresentare, presiedere e convocare la Giunta di castello; dà esecuzione alle delibere adottate; celebra matrimoni civili; partecipa con diritto di voto alla commissione urbanistica; cura le pratiche dei cittadini o degli enti del proprio castello presso gli uffici pubblici. Con la legge n.10 del 16 marzo 1925 i nove capitani di castello venivano nominati dal Consiglio Grande e Generale; con la legge 30 novembre 1979 n. 75 la nomina divenne a suffragio universale.
I nuovi capitani di castello giurano al Palazzo Pubblico di Città di San Marino davanti ai capitani reggenti in carica.
Dal 17 settembre 2020 possono votare i capitani di castello anche gli stranieri residenti a San Marino da almeno dieci anni.
Il compenso annuo per il Capitano di Castello è dal 1º gennaio 2021 di 1.100 euro lordi al mese, il compenso è molto più basso rispetto agli omologhi italiani.

## Capitani di castello in carica
| Castello            | Capitano di castello | Lista                                  | Inizio mandato |
| ------------------- | -------------------- | -------------------------------------- | -------------- |
| Città di San Marino | Alberto Simoncini    | Uniamo San Marino                      | 2024           |
| Acquaviva           | Enzo Semprini        | Noi per Acquaviva                      | 2020           |
| Borgo Maggiore      | Sergio Nanni         | Tutti insieme una grande famiglia      | 2024           |
| Chiesanuova         | Marino Rosti         | Chiesanuova Avanti                     | 2020           |
| Domagnano           | Marcello Andreani    | Domagnano al Centro                    | 2020           |
| Faetano             | Giorgio Moroni       | Faetano Viva                           | 2020           |
| Fiorentino          | Claudio Mancini      | Fiorentino Viva                        | 2020           |
| Montegiardino       | Giacomo Rinaldi      | Insieme per Montegiardino              | 2020           |
| Serravalle          | Roberto Ercolani     | Un Castello per tutti.. Insieme si può | 2020           |